# Long Jeanne Silver
Long Jeanne Silver (Tempe, Arizona; 15 de junio de 1960) es el nombre artístico de una actriz pornográfica estadounidense que trabajó durante la Edad de Oro del porno que destacó por usar el muñón de su pierna amputada para penetrar en sus películas.

## Biografía
Nació sin el peroné de su pierna izquierda, lo que obligó a una operación para amputársele dicho miembro hasta la espinilla. Se escapó de casa a los 16 años en 1976 para ir a Nueva York, donde pronto comenzaría a posar para revistas para adultos y actuar en películas porno. Debutó en la industria en 1978, con 18 años, trabajando para estudios como VCA Pictures, Avon Video, Caballero Home Video, Video Home Library, Intact, Video-X-Pix, Mitchell Brothers o Alpha Video.
Antes de la pornografía, había trabajado como estríper. Apareció en la película homónima, Long Jeanne Silver. También fue portada de la revista Cheri.
Junto a Annie Sprinkle fue detenida una vez en Rhode Island por producir una revista en la que presentaba el rodaje de una película en la que Silver penetraba a Sprinkle con su muñón. El tipógrafo que la publicación contrató resultó ser un oficial de policía encubierto. La policía las vigiló durante un mes antes de arrestar al grupo. Contra las dos actrices se presentaron múltiples cargos por delitos graves relacionados con la sodomía y la obscenidad, si bien finalmente fueron retirados.
Se retiró en 1986, tras casi una década de carrera en la industria y un total de 24 películas como actriz.
Algunas películas suyas fueron Brooke Does College, Desire For Men, Hypersexuals, Lady Lust, Maneaters, Piggy's, Pleasure Channel o Violation of Claudia.
Ingresó en el Salón de la fama de los Premios AVN en 2021.